# Ontario Village
Ontario Village ist ein Ort im Cayo District in Belize. 2010 hatte der Ort 775 Einwohner in 174 Haushalten.

## Geographie
Ontario Village liegt am George Price Highway auf dem rechten Ufer des Belize River zwischen Teakettle und Black Man Eddy.

## Geschichte
Der Ort wurde 1957 durch die Missionare Thurman und Reba Millhollon aus Ontario in Kalifornien gegründet. Kirche und Schule sind auch heute noch das Zentrum des Ortes.

## Religion
Im Ort gibt es Kirchen der Christian Orthodox Church in Belize (Griechisch-orthodoxe Kirche), der Ontario Christian Community Church und etwas außerhalb im Südwesten den Prayer Mountain/Monte de Oracion.

## Klima
Das Klima ist tropisch heiß.